# Богдасаров, Сурен Петросович
Сурен Петросович Богдасаров (10 мая 1920, Ташкент — 13 сентября 2009, Москва) — советский тяжелоатлет и тренер, бронзовый призёр чемпионата СССР (1947). Мастер спорта СССР. Заслуженный тренер СССР (1957). Судья всесоюзной категории (1955). Кавалер ордена Красной Звезды.

## Биография
Родился 10 мая 1920 года в Ташкенте.
Начал заниматься тяжёлой атлетикой в возрасте 13 лет. В 1947 году становился бронзовым призёром чемпионата СССР в лёгкой весовой категории (до 67,5 кг).
В 1954 году переехал в Москву, где занялся тренерской деятельностью в Центральном спортивном клубе Армии (ЦСКА). В 1956—1966 годах входил в тренерский штаб сборной СССР. Наиболее известным учеником Сурена Богдасарова был чемпион Олимпийских игр в Риме (1960), многократный чемпион мира и Европы Юрий Власов.
В дальнейшем известность Сурену Богдасарову принесла также публицистическая и писательская деятельность. На протяжении многих лет он вёл авторскую колонку в журнале «Физкультура и спорт», в которой пропагандировал здоровый образ жизни и рекомендовал разработанные им комплексы упражнений для развития физической силы. В 2003 году вышла его автобиографическая книга «Записки старого тренера».
Умер 13 сентября 2009 года в Москве.

### Семья
Был женат. Сыновья Андрей и Петр. В августе 2011 года Петр Богдасаров осужден на 10,5 лет за убийство своего брата Андрея.

## Награды
- Орден «Знак Почёта» (16.09.1960) — за успешные выступления в XVII летних и VIII зимних Олимпийских играх 1960 года, а также за выдающиеся спортивные достижения[6]